# Mimopacha
Mimopacha is een geslacht van vlinders van de familie spinners (Lasiocampidae).

## Soorten
- M. audeoudi Romieux, 1935
- M. brunnea Hering, 1941
- M. bryki Aurivillius, 1927
- M. cinerascens (Holland, 1893)
- M. excavata Hering, 1935
- M. gerstaeckerii (Dewitz, 1881)
- M. jordani Tams, 1936
- M. knoblauchii (Dewitz, 1881)
- M. pelodis Hering, 1928
- M. rotundata Hering, 1941
- M. similis Hering, 1935
- M. tripunctata (Aurivillius, 1905)